# نیک کراوات
نیک کراوات (انگلیسی: Nick Cravat؛ ۱۰ ژانویه ۱۹۱۲ – ۲۹ ژانویهٔ ۱۹۹۴) بازیگر تلویزیون، بازیگر سینما و بدل‌کار اهل ایالات متحده آمریکا بود.
از فیلم‌ها یا برنامه‌های تلویزیونی که وی در آن نقش داشته‌است می‌توان به فرودگاه، مردی از غرب، مشعل و کمان، بی‌صدا فرار کن، بی‌صدا دور شو، جزیره دکتر مورو و دوست من ایرما اشاره کرد.